# Hendrick van Balen
Pour les articles homonymes, voir van Balen.
Hendrick van Balen est un peintre et un décorateur de mobilier flamand, né à Anvers en 1575, mort en 1632.
Son père était un marchand d'huile, de bougies et de denrées variées, et le jeune Hendrick reçut une certaine éducation grâce aux ouvrages qui se trouvaient dans la boutique. Selon Carel van Mander, il eut pour maître Adam van Noort, mais d'autres sources mentionnent le nom de Martin de Vos.
Il eut cinq fils et une fille. Trois de ses fils devinrent des artistes connus : Jan van Balen (1611 - 1654), Gaspard van Balen (1615 - 1641) et Hendrick van Balen II (en) (1623 - 1661). Sa fille épousa le peintre Theodoor van Thulden.
Il se spécialisa dans les scènes mythologiques ou religieuses au décor idyllique. Il fit le voyage en Italie, où il visita notamment Rome et Venise et fit la connaissance du peintre allemand Hans Rottenhammer. À son retour il ouvrit un atelier de gravure à Anvers où il produisit des œuvres de Jan Brueghel le Jeune et de Joos de Momper.
Il eut pour élèves entre autres Gerard Seghers, Antoine Van Dyck et Frans Snyders.
Ses œuvres se trouvent dans les collections de musées français dont Le Louvre (Repas des dieux), au Musée des beaux-arts de Dijon ainsi qu'au Musée des beaux-arts d'Orléans.

## Œuvres
- La Prédication de saint Jean-Baptiste, (ca.1622), huile sur panneau, œuvre conservée :
  - Cathédrale Notre-Dame d'Anvers, volets latéraux, (270 × 85 cm).
  - Musée royal des Beaux-Arts d'Anvers, panneau central, (270 × 201 cm).
- La Sainte Trinité (vers 1620), Saint-Jacob, Anvers
- L'Annonciation, 1626, huile sur cuivre, Musée des beaux-arts de Dijon

Avec Jan Brueghel de Velours :
- Le Banquet des dieux, (v.1606-1610), huile sur cuivre, 47 × 66 cm, Musée des beaux-arts d'Angers

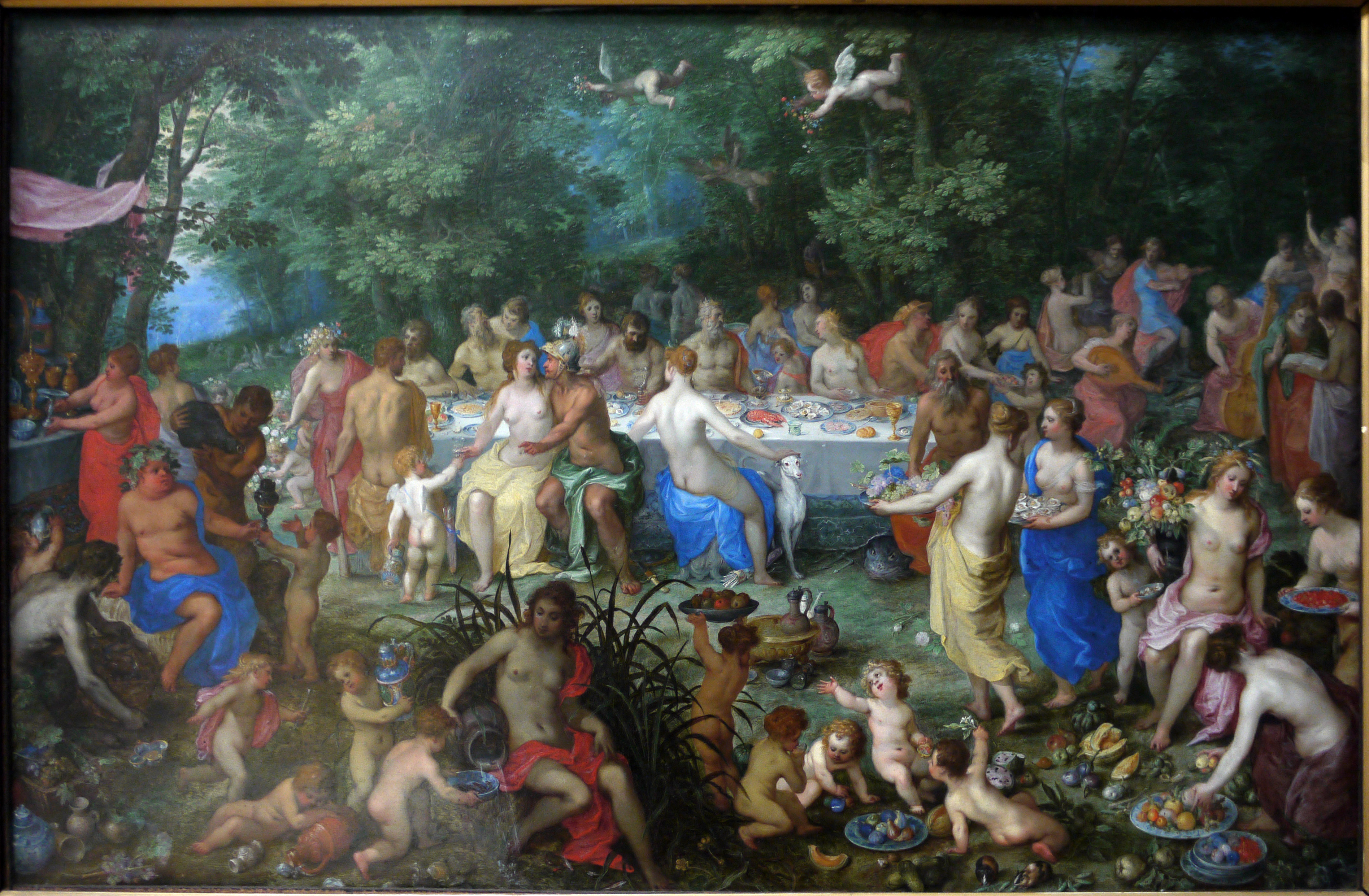
Les Noces de Thétis et de Pélée avec Apollon et le Concert des Muses ou Le Festin des Dieux. Figures de Van Balen, paysages de Jan I Brueghel, vers 1618, Paris, Musée du Louvre.
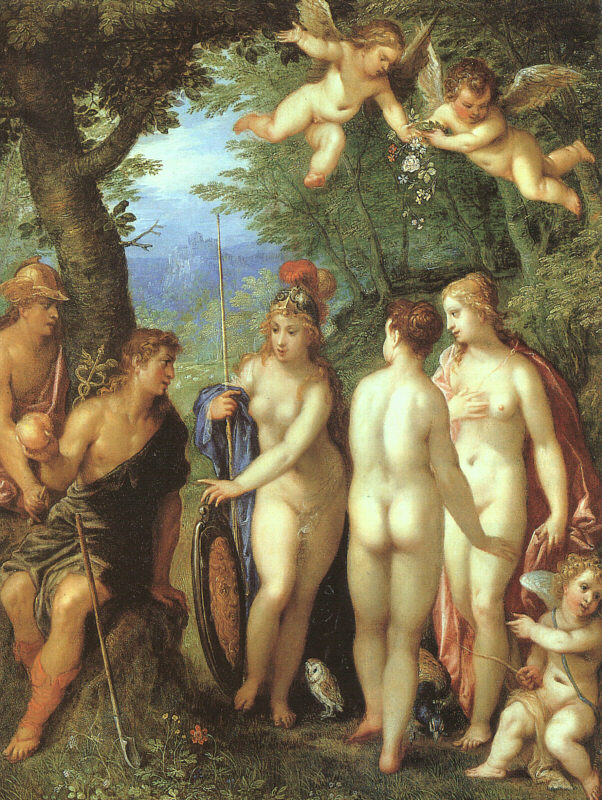
Le Jugement de Paris.
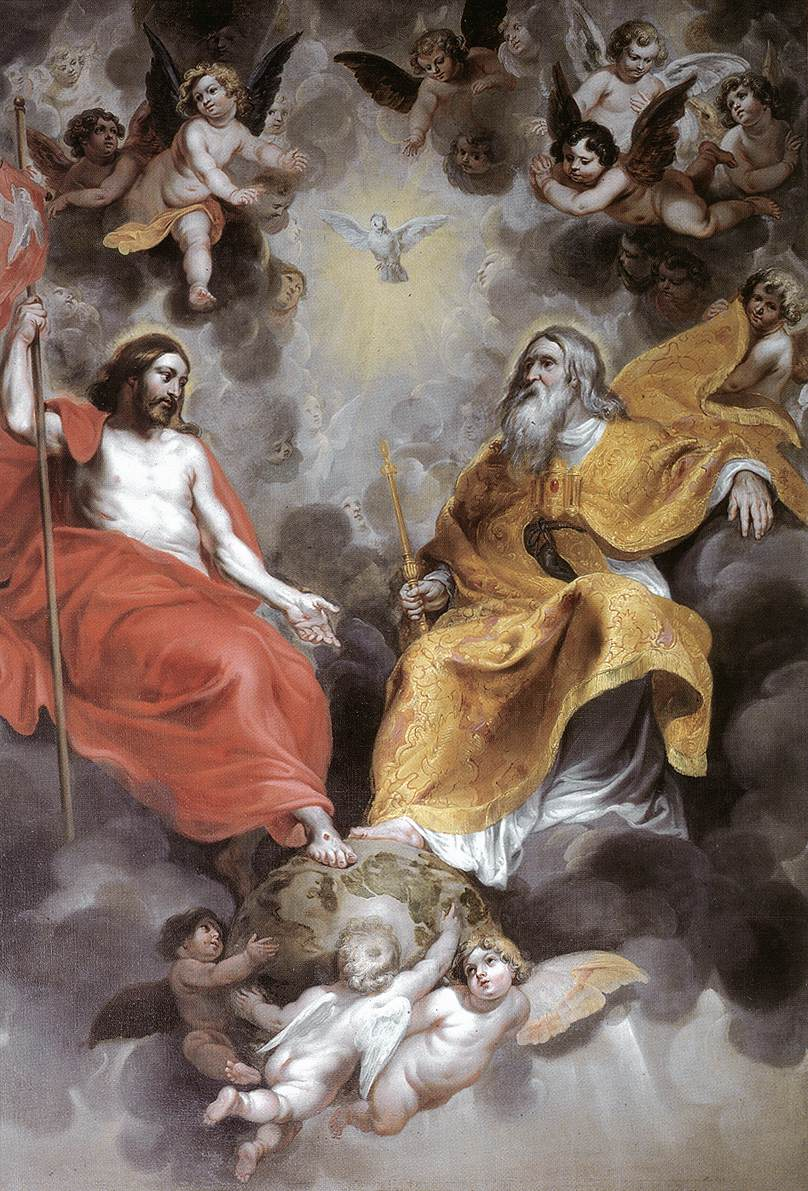
Sainte Trinité.